# Андерсън (окръг, Канзас)
Вижте пояснителната страница за други значения на Андерсън.
Окръг Андерсън (на английски: Anderson County) е окръг в щата Канзас, Съединени американски щати. Площта му е 1513 km². Според преброяването през 2020 г. населението на окръга е 7836 души. Административен център е град Гарнет.

## История
В продължение на много хилядолетия Големите равнини на Северна Америка са били обитавани от номадски индианци. От 16-ти до 18-ти век Кралство Франция претендира за собственост върху големи части от Северна Америка. През 1762 г., след френско-индийската война, Франция тайно отстъпва Нова Франция на Испания, съгласно Договора от Фонтенбло.
През 1802 г. Испания връща по-голямата част от земята на Франция, но запазва правото на собственост върху около 7500 квадратни мили. През 1803 г. по-голямата част от земята за съвременен Канзас е придобита от Съединените щати от Франция като част от покупката на Луизиана от 828 000 квадратни мили за 2,83 цента на акър.
През 1854 г. е организирана територия на Канзас, след което през 1861 г. Канзас става 34-ият американски щат. През 1855 г. е създаден окръг Андерсън, кръстен на териториалния законодател Джоузеф К. Андерсън.
През 1884 г. е направена първата снимка на торнадо в окръг Андерсън. 

## География
Според Бюрото за преброяване на населението на САЩ окръгът има обща площ от 584 квадратни мили (1 510 km 2), от които 580 квадратни мили (1 500 km 2) са земя и 4,1 квадратни мили (11 km 2) (0,7%) са вода.

## Съседни окръзи
- Окръг Франклин (север)
- Окръг Маями (североизток)
- Окръг Лин (изток)
- Окръг Бърбън (югоизток)
- Окръг Алън (юг)
- Окръг Удсън (югозапад)
- Окръг Кофи (запад)